# Benjamin Mkapa
Benjamin William Mkapa, né le 12 novembre 1938 à Masasi dans la région de Mtwara en Tanzanie et mort le 23 juillet 2020 à Dar es Salam,, a été le président de la république unie de Tanzanie de 1995 à 2005.

## Biographie

### Formation
Benjamin Mkapa a obtenu un bachelor associate degree à l'université Makerere, et un master en relations internationales à l'université Columbia.

### Carrière politique
De 1962 à 1976, Benjamin Mkapa a été le chef de la rédaction de plusieurs journaux tanzaniens, puis est devenu le responsable presse du président Julius Nyerere en 1974. Il a ensuite été ministre des affaires étrangères en 1979, ambassadeur aux États-unis, puis ministre des sciences, technologies et de l'éducation supérieure. En 1995, il est élu président de la république de Tanzanie. Son mandat a été marqué par la poursuite d'une libéralisation de l'économie de son pays initiée par son prédécesseur. La plupart des actifs de l'État ont été privatisés et le marché tanzanien s'est conformé aux normes internationales.

### Médiateur dans la crise burundaise
Lors du sommet des chefs d'État d'Afrique de l'Est qui s'est tenu le 2 mars 2016, le président tanzanien John Magufuli fait appel à Benjamin Mkapa pour tenter une nouvelle médiation dans la crise burundaise. En décembre 2016, Mkapa qualifie de légitime le 3e mandat brigué par Pierre Nkurunziza, ce qui provoque son désaveu de la part de l'opposition politique burundaise en exil et complexifie grandement son rôle de médiateur,. En janvier 2017, l'ONU et l'UA réitèrent leur soutien à Benjamin Mkapa dans son rôle de médiateur de la crise burundaise.

### Autres fonctions
En 2002, Benjamin Mkapa est également nommé co-chair de la World Commission on the Social Dimension of Globalisation

## Bâtiments éponymes
Le stade national de Tanzanie est nommé le Benjamin Mkapa National Stadium. Inauguré en 2007, sa construction a coûté 56 millions de dollars (à moitié financé par la Chine) et sa capacité est de 60 000 places.
L'ouverture imminente d'un hôpital ultramoderne, le Benjamin Mkapa Hospital, situé dans le campus de l'université de Dodoma, a été annoncée en mars 2017. Cet hôpital comprend une IRM un CT-scan.